# Deutsche Postdampferlinie
Die Deutsche Postdampferlinie war eine von 1886 bis 1914 bestehende, staatlich subventionierte, internationale Schiffsverbindung des Deutschen Kaiserreichs.

## Vorgeschichte
Ab etwa 1840 wurden für die Personen- und Frachtbeförderung auf den Weltmeeren neben den Segelschiffen zunehmend Dampfschiffe eingesetzt. Zwischen den Erdteilen wurden von den großen Industrienationen und den Kolonialmächten Postdampferlinien eingerichtet. Die im Mai 1847 gegründete Hamburg-Amerikanische Packetfahrt-Actiengesellschaft (HAPAG) beispielsweise nahm 1856 auf ihrer Linie Hamburg–New York den in Großbritannien gebauten, 101 m langen Schraubendampfer Borussia in Betrieb. Im Jahr 1858 fuhren monatlich einmal Postdampfschiffe von Hamburg aus über Portugal nach Südamerika und vierzehntäglich von Hamburg nach New York. Dagegen war die 1847 in New York mit US-amerikanischem und deutschem Kapital gegründete Ocean Steam Navigation Company mit ihrer regelmäßigen Postlinie 1857 gescheitert, die letzte Fahrt von Bremerhaven nach New York erfolgte am 12. Juli 1857. Im Jahr 1871, dem Jahr der Gründung des Deutschen Kaiserreichs, fuhren Postdampfschiffe des Norddeutschen Lloyd (NDL) einmal wöchentlich von Bremen über Southampton nach New York.

## Gründung
Die Initiative, nach der Reichsgründung staatlich subventionierte Postdampferlinien einzurichten, ging auf den Staatssekretär im Reichspostamt Heinrich von Stephan zurück. Im Rahmen eines Exportförderungsprogramms wurde 1885 vom Deutschen Reichstag ein Gesetz zur Einrichtung von Postdampferlinien nach Australien und in die Südsee verabschiedet, eine Maßnahme, die u. a. auch auf die Intensivierung des Handels mit den späteren Deutschen Kolonien Deutsch-Neuguinea, Deutsch-Samoa und Kiautschou abzielte. Den Zuschlag erhielt der Norddeutsche Lloyd (NDL) in Bremen.
Mit dieser Reederei schloss die Reichsregierung im Juli 1885 einen von Otto von Bismarck und dem Gründer der NDL, Hermann Henrich Meier, unterzeichneten Vertrag ab, dem zufolge der NDL gegen eine Subvention von 4.400.000,- Mark von 1886 an zunächst fünfzehn Jahre lang zwei Postdampfer-Hauptlinien für den Verkehr mit Ostasien bzw. mit Australien unterhalten sollte sowie auf dem Mittelmeer eine Zweiglinie von Triest über Brindisi nach Alexandria.

## Routen
Für den Verkehr mit Ostasien waren für die Schiffe zwei Routen vorgeschrieben:
- von Bremerhaven über Antwerpen, Port Said, Sues, Aden, Kolombo, Singapur und Hongkong nach Shanghai,
- eine Anschlusslinie von Hongkong über Yokohama, Hiago nach einem noch zu bestimmenden Hafen von Korea über Nagasaki zurück nach Hongkong.

Für den Verkehr mit Australien wurden folgende beiden Routen vereinbart:
- von Bremerhaven über Antwerpen, Port Said, Sues, Aden, Tschogainseln nach Adelaide, Melbourne und Sydney, wobei eine Weiterfahrt nach Brisbane freigestellt wurde,
- eine Anschlusslinie von Sydney über die Tongainseln nach Apia (Deutsch-Samoa) und zurück nach Sydney.

Auf der Australien-Linie musste der NDL nicht nur mit ausländischen Reedereien konkurrieren, sondern ab 1889 auch mit der im rivalisierenden Hamburg als Aktiengesellschaft gegründeten Deutsch-Australischen Dampfschiffs-Gesellschaft (DADG), deren Hauptaktionär die Deutsche Bank war. Die Fähren der DADG fuhren von Hamburg über Melbourne nach Sydney und zurück.

## Einstellung
Die schlechte Ertragslage zwang die beiden rivalisierenden Reedereien bald zur Koordination ihrer Aktivitäten. Trotz der nach einigen Jahren ausgehandelten günstigeren Bedingungen und der staatlichen Subventionen machte der NDL Verluste. Mit Ablauf des Vertrags im Jahre 1914 plante er deshalb die Einstellung der Australien-Linie. Die Reichsregierung befürwortete jedoch die Weiterführung der Australien-Linie bis mindestens 1917 und bewilligte deshalb eine Erhöhung der Subvention. Die Realisierung des Plans wurde durch den Ersten Weltkrieg vereitelt.